# Kabinett Brnabić I
Das Kabinett Brnabić I bildete vom 29. Juni 2017 bis zum 28. Oktober 2020 die Regierung der Republik Serbien. Es folgte auf das nach der Parlamentswahl 2016 geformte Kabinett Vučić II, nachdem Vučić zum Präsidenten von Serbien gewählt worden war. Das Kabinett bestand neben Ministerpräsidentin Ana Brnabić aus 21 Ministern.

## Zusammensetzung
| Ministerium/Amt                                                                                     | Minister                                  | Partei                          |
| --------------------------------------------------------------------------------------------------- | ----------------------------------------- | ------------------------------- |
| Ministerpräsident                                                                                   | Ana Brnabić                               | SNS (ab 2019, vorher parteilos) |
| Ministerium für Äußeres Stellvertretender Ministerpräsident (bis 22. Oktober 2022)                  | Ivica Dačić (bis 22. Oktober 2022)        | SPS                             |
| Ministerium für Äußeres Stellvertretender Ministerpräsident (bis 22. Oktober 2022)                  | Ana Brnabić (ab 22. Oktober 2022)         | SNS (ab 2019, vorher parteilos) |
| Ministerium für Inneres Stellvertretender Ministerpräsident                                         | Nebojša Stefanović                        | SNS                             |
| Ministerium für Bauangelegenheiten, Transport und Infrastruktur Stellvertretender Ministerpräsident | Zorana Mihajlović                         | SNS                             |
| Ministerium für Handel, Tourismus und Telekommunikation Stellvertretender Ministerpräsident         | Rasim Ljajić                              | SDPS                            |
| Ministerium für Verteidigung                                                                        | Aleksandar Vulin                          | PS                              |
| Ministerium für öffentliche Verwaltung und lokale Selbstverwaltung                                  | Branko Ružić                              | SPS                             |
| Ministerium für Rechtsangelegenheiten                                                               | Nela Kuburović                            | SNS                             |
| Ministerium für Wirtschaft                                                                          | Goran Knežević                            | SNS                             |
| Ministerium für Finanzen                                                                            | Dušan Vujović (bis 16. Mai 2018)          | parteilos                       |
| Ministerium für Finanzen                                                                            | Ana Brnabić (16. Mai 2018 – 29. Mai 2018) | SNS (ab 2019, vorher parteilos) |
| Ministerium für Finanzen                                                                            | Siniša Mali (ab 29. Mai 2018)             | SNS                             |
| Ministerium für Landwirtschaft, Forstwirtschaft und Wasserwirtschaft                                | Branislav Nedimović                       | SNS                             |
| Ministerium für Kultur und Information                                                              | Vladan Vukosavljević                      | parteilos                       |
| Ministerium für Jugend und Sport                                                                    | Vanja Udovičić                            | SNS                             |
| Ministerium für Bildung, Wissenschaft und technologischen Fortschritt                               | Mladen Šarčević                           | parteilos                       |
| Ministerium für Gesundheit                                                                          | Zlatibor Lončar                           | SNS                             |
| Ministerium für Bergbau und Energie                                                                 | Aleksandar Antić                          | SPS                             |
| Ministerium für Justiz                                                                              | Nela Kuburović-Kisić                      | SNS                             |
| Ministerium für Arbeit, Beschäftigung, Veteranen und Soziale Angelegenheiten                        | Zoran Đorđević                            | SNS                             |
| Ministerium für europäische Integration                                                             | Jadranka Joksimović                       | SNS                             |
| Ministerium für Umweltschutz                                                                        | Goran Trivan                              | SPS                             |
| Minister ohne Geschäftsbereich für Innovationen und technologischen Fortschritt                     | Nenad Popović                             | SNP                             |
| Minister ohne Geschäftsbereich für regionale Entwicklung                                            | Milan Krkobabić                           | PUPS                            |
| Minister ohne Geschäftsbereich für Gewaltprävention und Schutz der Kinder und Behinderten           | Slavica Đukić Dejanović                   | SPS                             |